# Campionati asiatici di ciclismo su strada - Cronometro a squadre miste Juniors
La Cronometro a squadre miste Juniors è uno degli eventi disputati durante i Campionati asiatici di ciclismo su strada. Fu corsa per la prima volta nel 2023.

## Albo d'oro
Aggiornato all'edizione 2023.
| Anno | Vincitore                                                                                                | Secondo | Terzo |
| ---- | --- | --- | --- |
| 2023 | Viktoriya Marchuk Alik Batyrkhan Yekaterina Udovykina Mansur Beisembay Yevgeniya Zaam Mikhail Podluzhnyy | Chin Rungchotwattana Nuntakorn Nontakeaw Natcha Songkhen Tinnapat Muangdet Pittayapron Seatun Aphisit Supan | Sevinch Yuldasheva Farrukh Bobosherov Asal Rizaeva Diyor Takhirov Mohinabonu Elmurodova Kamoliddin Bakhriddinov |

## Medagliere
| Pos.   | Nazione    | Oro | Argento | Bronzo | Totale |
| ------ | ---------- | --- | ------- | ------ | ------ |
| 1      | Kazakistan | 1   | 0       | 0      | 1      |
| 2      | Thailandia | 0   | 1       | 0      | 1      |
| 3      | Uzbekistan | 0   | 0       | 1      | 1      |
| Totale | Totale     | 1   | 1       | 1      | 3      |